# 一色新町
一色新町（いしきしんまち）は愛知県名古屋市中川区にある町名。現行行政地名は一色新町一丁目から一色新町三丁目。住居表示未実施。

## 地理
名古屋市中川区の西部に位置し、東に大当郎、新川を挟んで西に江松、南に下之一色町、北に助光と接する。

## 歴史

### 町名の由来
下之一色町の一部により新たに起立した町であることに由来する。

### 沿革
- 1982年（昭和57年）5月16日 - 中川区下之一色町・大蟷螂町の各一部により同区一色新町一丁目が、同区下之一色町・富田町大字江松の各一部により同区一色新町二丁目が、同区下之一色町の一部により同区一色新町三丁目がそれぞれ成立する[2]。
- 1984年（昭和59年）2月11日 - 中川区富田町大字助光の一部を編入する[2]。

## 世帯数と人口
2019年（平成31年）1月1日現在の世帯数と人口は以下の通りである。
| 丁目           | 世帯数    | 人口    |
| -------------- | --------- | ------- |
| 一色新町一丁目 | 237世帯   | 622人   |
| 一色新町二丁目 | 727世帯   | 1,650人 |
| 一色新町三丁目 | 693世帯   | 1,488人 |
| 計             | 1,657世帯 | 3,760人 |

### 人口の変遷
国勢調査による人口の推移。
| 1995年（平成7年）  | 2,814人 |  |  |
| 2000年（平成12年） | 3,363人 |  |  |
| 2005年（平成17年） | 3,368人 |  |  |
| 2010年（平成22年） | 3,640人 |  |  |
| 2015年（平成27年） | 3,647人 |  |  |

### 世帯数の変遷
国勢調査による世帯数の推移。
| 1995年（平成7年）  | 887世帯   |  |  |
| 2000年（平成12年） | 1,135世帯 |  |  |
| 2005年（平成17年） | 1,213世帯 |  |  |
| 2010年（平成22年） | 1,377世帯 |  |  |
| 2015年（平成27年） | 1,426世帯 |  |  |

## 学区
市立小・中学校に通う場合、学校等は以下の通りとなる。また、公立高等学校に通う場合の学区は以下の通りとなる。
| 丁目           | 番・番地等 | 小学校                 | 中学校               | 高等学校 |
| -------------- | ---------- | ---------------------- | -------------------- | -------- |
| 一色新町一丁目 | 全域       | 名古屋市立五反田小学校 | 名古屋市立一色中学校 | 尾張学区 |
| 一色新町二丁目 | 全域       | 名古屋市立五反田小学校 | 名古屋市立一色中学校 | 尾張学区 |
| 一色新町三丁目 | 全域       | 名古屋市立五反田小学校 | 名古屋市立一色中学校 | 尾張学区 |

## 交通
- 国道1号
- 名古屋市営バス
- 三重交通

## 施設

### 一色新町一丁目
- 名古屋市立五反田小学校
- 名古屋市立一色中学校
- アオキスーパー 一色新町店

### 一色新町二丁目
- 三日月公園
- 三日月住宅
- 名古屋市上下水道局助光ポンプ所[WEB 12]

1976年（昭和51年）5月31日に運転開始。

### 一色新町三丁目
- スギ薬局 中川一色新町店
- 波花公園
- 名古屋市営一色荘

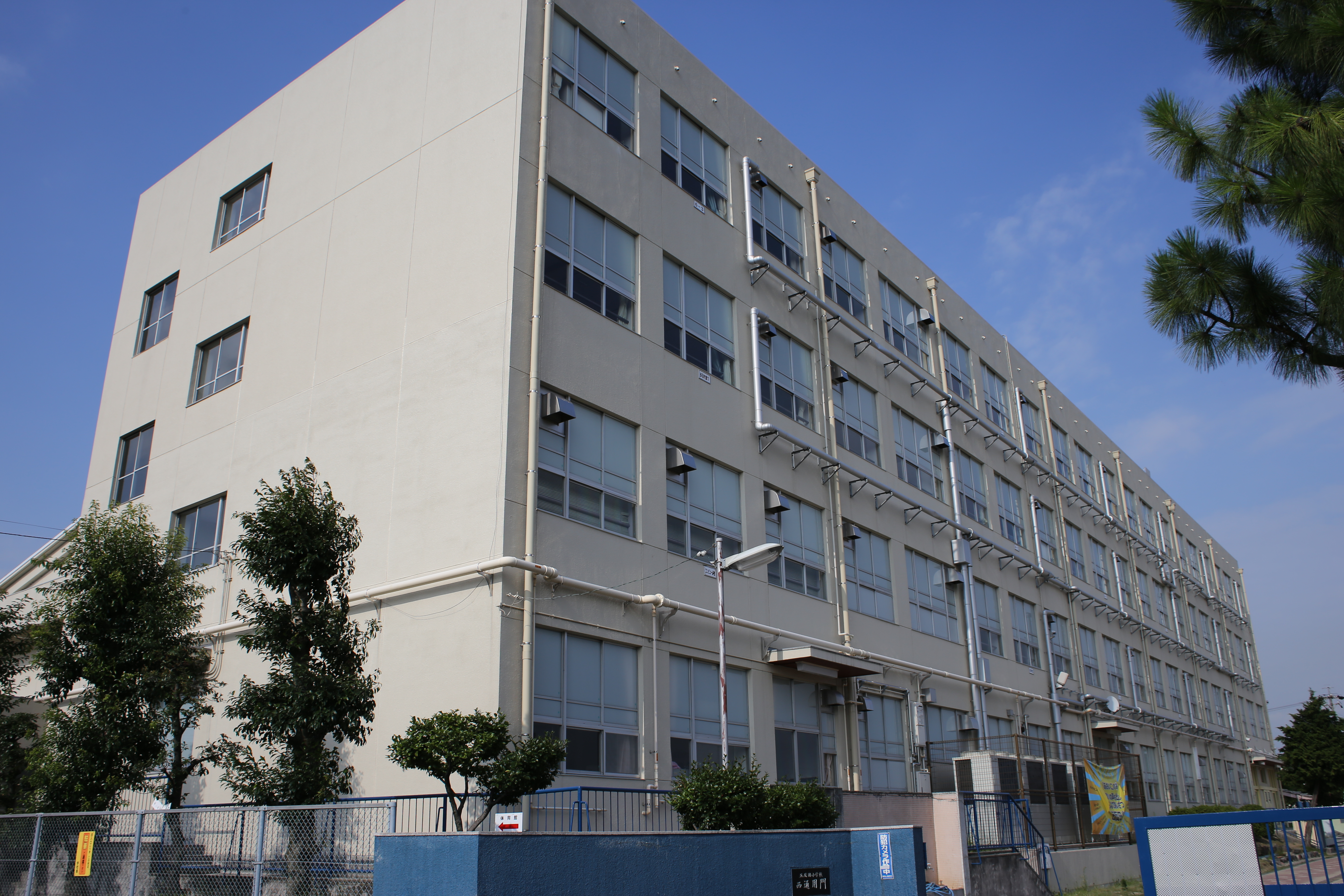
名古屋市立五反田小学校（2016年7月）
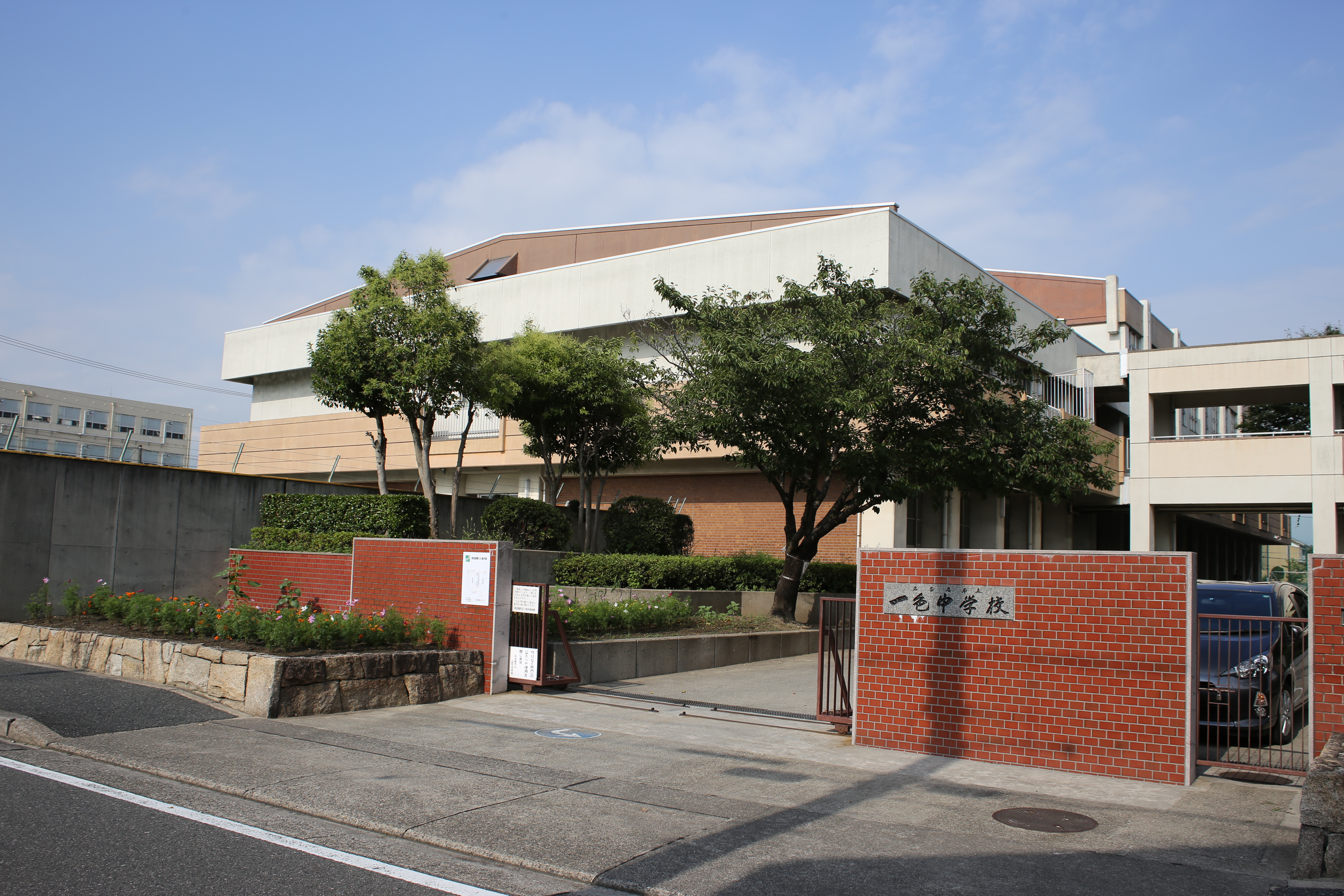
名古屋市立一色中学校（2016年7月）
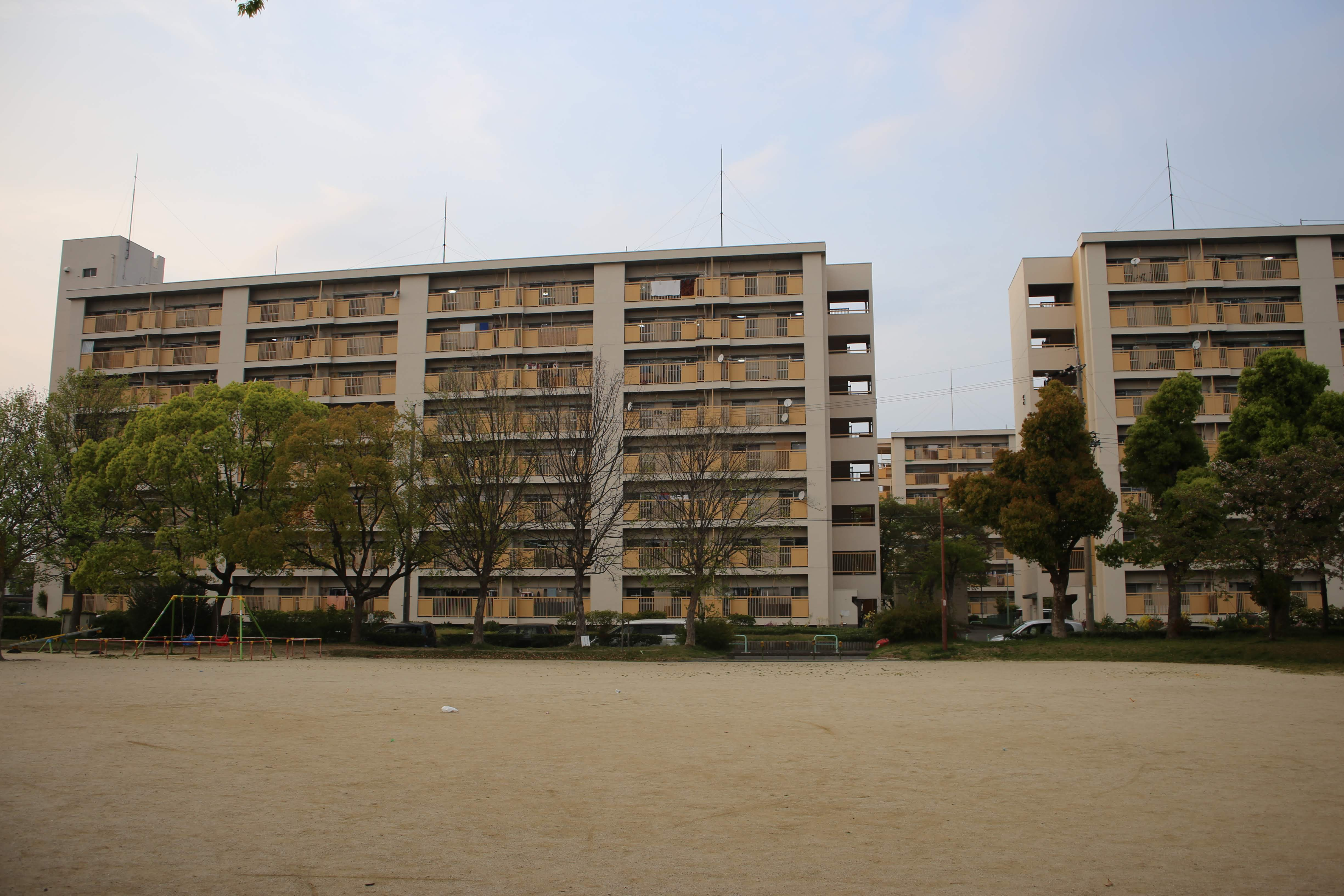
名古屋市営一色荘（2019年4月）
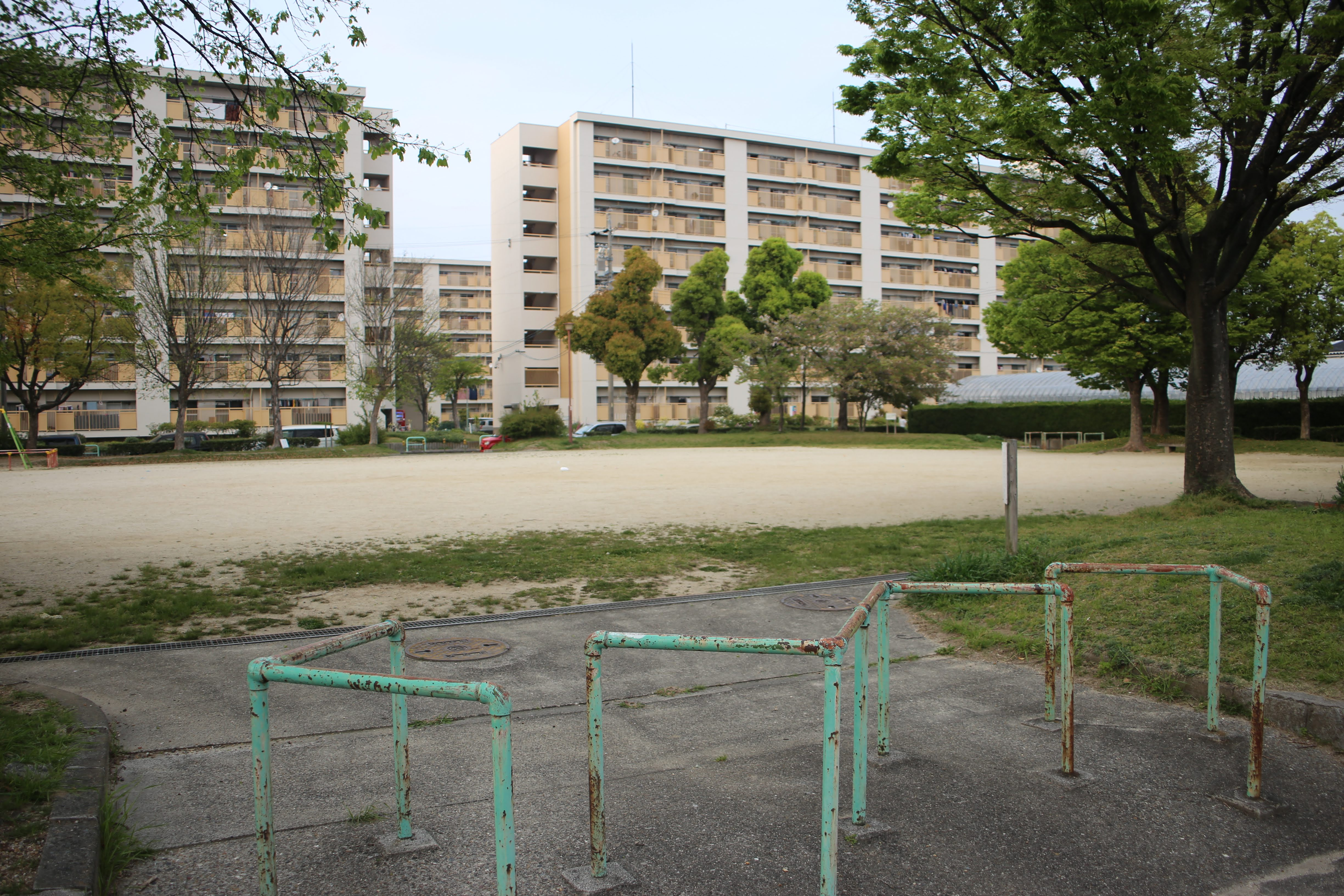
波花公園（2019年4月）

## その他

### 日本郵便
- 郵便番号 : 454-0946[WEB 2]（集配局：中川郵便局[WEB 13]）。

### WEB
1. 1 2  “町・丁目(大字)別、年齢(10歳階級)別公簿人口(全市・区別)”.   名古屋市 (2019年1月23日). 2019年1月23日閲覧。
2. 1 2  “郵便番号”.  日本郵便. 2019年2月10日閲覧。
3. ↑  “市外局番の一覧”.   総務省. 2019年1月6日閲覧。
4. ↑  “中川区の町名一覧”.   名古屋市 (2015年10月21日). 2019年2月13日閲覧。
5. 1 2  総務省統計局 (2014年3月28日). “平成7年国勢調査の調査結果(e-Stat) - 男女別人口及び世帯数 －町丁・字等” (CSV). 2021年7月20日閲覧。
6. 1 2  総務省統計局 (2014年5月30日). “平成12年国勢調査の調査結果(e-Stat) - 男女別人口及び世帯数 －町丁・字等” (CSV). 2021年7月20日閲覧。
7. 1 2  総務省統計局 (2014年6月27日). “平成17年国勢調査の調査結果(e-Stat) - 男女別人口及び世帯数 －町丁・字等” (CSV). 2021年7月21日閲覧。
8. 1 2  総務省統計局 (2012年1月20日). “平成22年国勢調査の調査結果(e-Stat) - 男女別人口及び世帯数 －町丁・字等” (CSV). 2021年7月21日閲覧。
9. 1 2  総務省統計局 (2017年1月27日). “平成27年国勢調査の調査結果(e-Stat) - 男女別人口及び世帯数 －町丁・字等” (CSV). 2021年7月21日閲覧。
10. ↑  “市立小・中学校の通学区域一覧”.   名古屋市 (2018年11月10日). 2019年1月14日閲覧。
11. ↑  “平成29年度以降の愛知県公立高等学校（全日制課程）入学者選抜における通学区域並びに群及びグループ分け案について”.   愛知県教育委員会 (2015年2月16日). 2019年1月14日閲覧。
12. ↑  “助光ポンプ所運転状況”.   名古屋市上下水道局. 2020年8月14日閲覧。
13. ↑  郵便番号簿 平成29年度版 - 日本郵便. 2019年02月10日閲覧 (PDF)

### 書籍
1. ↑  名古屋市計画局 1992, p. 450.
2. 1 2  名古屋市計画局 1992, p. 834.
3. ↑  名古屋市会事務局 1995, p. 51.